# 475
Évszázadok: 4. század – 5. század – 6. század
Évtizedek: 420-as évek – 430-as évek – 440-es évek – 450-es évek – 460-as évek – 470-es évek – 480-as évek – 490-es évek – 500-as évek – 510-es évek – 520-as évek
Évek: 470 – 471 – 472 – 473 –  474 – 475 – 476 – 477 – 478 – 479 – 480

## Események

### Nyugat- és Keletrómai Birodalom
- Zeno keletrómai császárt választják egyedüli consulnak.
- Az arisztokrata Basiliscus összeesküvést szervez a barbár származása (a kis-ázsiai Isauria hegyvidékén született) miatt népszerűtlen Zeno császár elmozdítására. Miután a hadsereg (még az isauriai főtisztek is) és a trákiai gótok is fellépnek ellene, Zeno január 9-én a kincstárral együtt elmenekül Konstantinápolyból és egy erődben barikádozza el magát. Basiliscus magát nyilvánítja császárrá és meggyilkoltatja összeesküvő társai jelöltjét, Patriciust. Hagyja hogy a konstantinápolyi csőcselék meglincselje az isauriaiakat, ezzel elveszti a főtisztek támogatását, egy monofizita jellegű körlevele miatt pedig az egyház hátrál ki mögüle.
- Tűzvész pusztít Konstantinápolyban és leég a Lausus-palota. A benne őrzött, felbecsülhetetlen értékű műkincsgyűjtemény (közte az olümpiai Zeusz-szoborral, a világ hét csodájának egyikével) elpusztul.
- Iulius Nepos nyugatrómai császár békét köt a vizigótokkal és átadja nekik a galliai Auvergne régiót, ami miatt népszerűsége lecsökken. Kiegyezik az észak-afrikai vandálokkal is és elismeri Szardínia, Korzika, a Baleári-szigetek és Szicília egy részének elvesztését. Főparancsnokát, Orestest Galliába küldi, de amikor az felismeri, hogy a hadsereg elégedetlen a császárral, inkább Ravenna ellen vonul. Iulius Nepos Dalmáciába menekül, Orestes pedig kiskorú fiát, Romulus Augustust kiáltja ki császárrá.

### Korea
- Csangszu kogurjói király nagy hadjáratot indít déli szomszédja, Pekcse ellen. Elfoglalja és lerombolja a fővárost, Kero pekcsei királyt pedig két áruló menekülés közben meggyilkolja. Csangszu a királyságához csatolja a Han-folyó völgyét. Kero fia, Mundzsu délebbre, Kongdzsuba költözteti a fővárosát.

## Halálozások
- Kero, pekcsei király
- Mamertus, Vienne püspöke

## Fordítás
- Ez a szócikk részben vagy egészben  a(z)   475 című angol Wikipédia-szócikk ezen változatának fordításán alapul.  Az eredeti cikk szerkesztőit annak laptörténete sorolja fel. Ez a jelzés csupán a megfogalmazás eredetét és a szerzői jogokat jelzi, nem szolgál a cikkben szereplő információk forrásmegjelöléseként.